# اقتباس ادبی

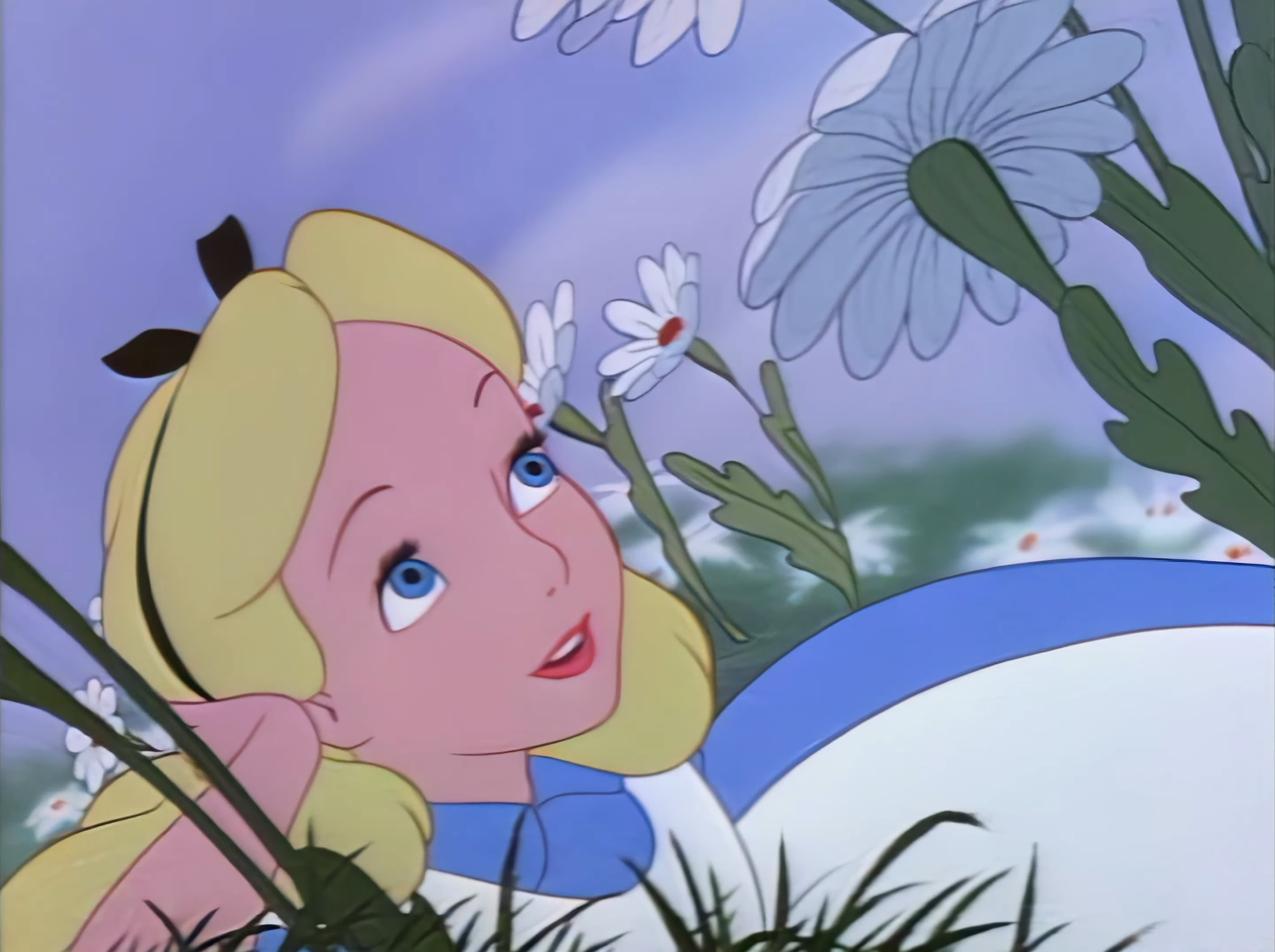
نمایی از فیلم آلیس در سرزمین عجایب، والت دیزنی، ۱۹۵۱.

بازآفرینی یا اقتباس آن است که هنرمند با الهام گرفتن از یک اثر ادبی (شامل داستان، داستان کوتاه، یا شعر) دست به آفرینشی دوباره بزند و اثر اولیه را به گونه‌ای دیگر (نظیر فیلم و موزیکال) بیافریند. در واقع، اثر جدید دقیقاً همان اثر اولیه نیست بلکه تنها رگه‌هایی از اثر اولیه در آن دیده می‌شود. پایه و اساس بازآفرینی، تخیل است و اثر بازآفریده اثری است مستقل و بدیع. در بازآفرینی می‌توانیم از هر زاویه‌ای که بخواهیم وارد شویم و ساختمان اثر را به کلی در هم بریزیم. تفاوت بازنویسی و بازآفرینی نیز در همین نکته  است.
آثار ادبی به اشکال مختلفی بازآفرینی شده‌اند، از جمله: داستان‌ پریان در قالب نمایش های باله‌ها، بازآفرینی نمایش‌ها در قالب اپرا، بازآفرینی رمان‌ها در قالب نمایش‌نامه‌ و نیز بازآفرینی نمایش‌نامه‌ها در قالب رمان‌ها یا داستان‌های کوتاه. از اوایل قرن بیستم به بعد، رسانه‌های جدید در حوزه سرگرمی، بیش از پیش به بازآفرینی نمایش‌نامه‌ها و رمان‌ها در قالب فیلم‌ یا نمایشن های رادیویی (و بعد در قالب اجراهای تلویزیونی) پرداختند.